# Nudi per vivere
Pour plus de détails, voir Fiche technique et Distribution.
Nudi per vivere est un film documentaire mondo italien sur le monde de la nuit parisienne sorti en 1963. Il est réalisé par Giuliano Montaldo, Elio Petri, Giulio Questi, tous trois crédités au générique sous le nom unique « Elio Montesti » (Elio pour Petri, Mont pour Montaldo et Esti pour Questi).

## Synopsis
Le long métrage consiste en une série de numéros de variétés filmés dans différentes discothèques gays parisiennes. 

## Fiche technique
- Titre : Nudi per vivere[1] (litt. « Nus pour vivre »)
- Réalisateur : Giuliano Montaldo, Elio Petri, Giulio Questi (tous trois sous le nom « Elio Montesti »)
- Scénario : Giancarlo Fusco (it)
- Photographie : Giuseppe De Mitri, Ennio Guarnieri
- Montage : Giuliano Montaldo, Elio Petri, Giulio Questi
- Musique : Ivan Vandor (it)
- Décors : 	Giuseppe Ranieri
- Sociétés de production : P3 G2 Cinematografica
- Pays de production :  Italie
- Langue originale : italien
- Format : Couleur par Eastmancolor - Son mono - 35 mm
- Durée : 93 minutes
- Genre : Film documentaire
- Dates de sortie :
  - Italie : décembre 1963

## Distribution
- Chet Baker
- Nancy Holloway
- Patrick Maurandi
- Lana Purua
- Marianette Regens
- Françoise Solleville
- Rafa Temporel
- Michaeli
- Mistinguett (images d'archives)
- Maurice Chevalier (images d'archives)
- Joséphine Baker (images d'archives)

## Exploitation
« [...] Quelques mois plus tard, la première sortie du film a eu lieu à Catane. Lorsque la billetterie a fermé pour la nuit ce premier jour, le distributeur nous a téléphoné pour nous parler d'une billetterie fabuleuse. Nous étions riches en une nuit. Le lendemain matin, un télégramme nous informait que le film avait été saisi par les autorités judiciaires. Un procès a suivi. Selon la loi de l'époque, le défendeur était le producteur. Il s'en est sorti avec une mise à l'épreuve. Mais pas le film, qui a été condamné à mort : destruction du négatif. »

— Giulio Questi
Une copie du film a ensuite été retrouvée dans les archives de la Cineteca Nazionale et projetée lors de la Mostra de Venise 2009 dans le cadre de la rétrospective Questi Fantasmi 2: cinema italiano ritrovato.

## Accueil critique
« Ce qui frappe le plus en revoyant Nudi per vivere aujourd'hui, c'est la facilité avec laquelle on peut tisser un lien avec le chef-d'œuvre de Luis Buñuel, Belle de jour (1967). Si l'on exclut d'emblée que Luis Buñuel ait vu ce mondo singulier, il est inévitable de saisir la subtile ironie et le détachement ingénieux avec lesquels l'univers érotique parisien est abordé et raconté, signe évident que Buñuel et Elio Montesti ont puisé dans le même imaginaire. Contrairement à ce que l'on pourrait penser - et en contradiction avec l'interdiction aux moins de 18 ans imposée par la censure de l'époque - Nudi per vivere est un film résolument inoffensif, presque tendre, un documentaire innocent à la structure épisodique typique accompagné de l'habituel commentaire faussement moralisateur (écrit par Giancarlo Fusco qui a également pensé au titre). »

— Mattia Ravaioli